# Вормс
Вормс (на немски: Worms; на латински: Borbetomagus или Civitas Vangionum) е град в Западна Германия, в провинция Рейнланд-Пфалц. Разположен е на река Рейн и е част от Метрополен регион Рейн-Некар.
Построен от келтите като Борбетомагус, Вормс се бори с Кьолн, Аугсбург и Трир за титлата на най-стар град в Германия. Градът е единственият немски представител в „Най-старите европейски градове“.
Вормс е известен като град на нибелунгите, на Лутер и с катедралата „Св. Петър“.

## География и население
Вормс е разположен в долината на Рейн между Майнц и Лудвигсхафен, на западния бряг на реката. Свързва метрополния регион Рейн-Некар с региона Рейн-Майн на север.
Поради положението си между планините Донерсберг и Оденвалд, Вормс е сред най-топлите и сухи градове в Германия. Количеството валежи е сравнимо с това в Йерусалим.
Състои се от 13 общини с население общо 82 212 души. По-голямата част са протестанти и католици.

## История
Местността е населена около 5000 г. пр.н.е. от скотовъдци и фермери. На едно от възвишенията на юг от града са намерени от 1896 до 1951 г. 25 гробове от различни епохи. От тях 8 датират от ранната Бронзова епоха (2300/2200 – 1800 г. пр. Хр.). Най-старото известно име на града е Борбетомагус (земя на Борбет). Римляните го наричат през III-IV век Civitas Vangionum. Вангиони остава до XVI век названието на жителите на Вормс. От това име произлиза и името на местността около Вормс – Вонегау. От VI век градът носи името Вормс, във формата на латинското Вормация. По времето на Каролингите Вормс е един от центровете на властта.
Император Карл Велики прави Вормс своя зимна резиденция. През 1076 г. се състои църковен събор, на който император Хайнрих IV отхвърля властта на папа Григорий VII. За това бива отлъчен от църквата, а периодът на борба за инвеститура между императора и папата достига своя връх. Спорът приключва през 1122 г. със сключването на Вормски конкордат. През 1184 г. крал Фридрих Барбароса разрешава много свободи на града. От XII до XVI век епископите и градските управници се конкурират за властта. През 1521 г. именно във Вормс Мартин Лутер защитава тезите си пред император Карл V. Градът става център на Реформацията.
През 1689 г. градът е разрушен от войските на Луи XIV. От 1792 до 1814 г. принадлежи на Франция, след 1816 г. – на великото херцогство Хесен.
През Втората световна война е почти напълно разрушен. От 1968 до 2000 г. Вормс принадлежи към окръг Рейнхесен-Пфалц.

## Икономика
Развити са химическата индустрия, машиностроене и металообработване. 46% от населението работи в околните по-големи градове Манхайм, Лудвигсхафен, Майнц и Франкфурт. Вормс е в 3-та по големина винарска зона в Рейнланд-Пфалц.

## Образование
В града се намира специализирано висше професионално техническо училище (Fachhoschule Worms). Предлагат се специалностите туризъм, информатика и икономика. Освен това в града има 3 гимназии, 4 реални, 5 среднообразователни и 14 основни училища.

## Забележителности
- Катедралата „Св. Петър“
- Еврейското гробище (запазено от 1706 г., едно от най-старите в Европа)
- Паметникът на Лутер
- Моста над Рейн с кулата на Нибелунгите. Съществували са две такива кули в двата края на моста, но само една се е запазила.
- Запазени части от градската стена
- Водната кула
- Музей на нибелунгите

Всяка година се провеждат фестивал на Нибелунгите (Nibelungenfestspiele – инсценировки на сюжети от епоса за Нибелунгите Das Nibelungenlied), Джаз фестивал „Jazz’n’Joy“ и 2 големи панаира, привличащи хора от целия регион.

## Личности, родени във Вормс
- Тимо Хилдебранд (* 1979), немски футболен вратар
- Херман Стаудингер (1881 – 1965), носител на Нобелова награда за химия през 1953
- Руди Щефан (1887 – 1915), композитор